# Robert Carradine
Robert Carradine (Hollywood, Califòrnia, Estats Units d'Amèrica, 24 de març del 1954) és un actor estatunidenc. És fill de l'actor John Carradine i germà de Keith Carradine, també és mig germà dels actors David Carradine (Kung Fu), Bruce Carradine i Michael Bowen. És el membre més jove del "clan" Carradine, una famosa dinastia d'actors.

## Biografia
Ha treballat en nombroses pel·lícules des de començaments dels 70 en papers secundaris en drames i westerns, com en el seu primer film The Cowboys (1972), al costat del mític John Wayne; també va actuar de convidat en diferents sèries de tv com Kung Fu, amb el seu germà David, i en Bonança. El 1976, treballa amb el seu germà David Carradine en Cannonball. El 1977, en Orca, la balena assassina, amb Richard Harris i Bo Derek; després, el 1978, va actuar en la guardonada Coming Home, al costat dels guanyadors de l'Oscar John Voight i Jane Fonda. El 1980, treballa en el western The Long Riders i, el 1981, en la trepidant The Big Red One, un film sobre la Segona Guerra Mundial, al costat de Lee Marvin i Mark Hamill.
El film que el va portar a la fama al món sencer va ser La venjança dels Nerds, del 1984, en el paper del líder dels Nerds, Lewis Scolnick, tot un èxit de taquilla, i que va donar origen a tres seqüeles més: La venjança dels Nerds II: Els Nerds en el paradís (1987), La venjança dels Nerds III: La nova generació (1992), La venjança dels Nerds IV: Els Nerds enamorats, del 1994.
S'ha popularitzat també en la sèrie juvenil Lizzie McGuire, fent el paper de Sam McGuire, pare d'aquesta. En un dels capítols d'aquesta sèrie, va aparèixer David Carradine picant l'ullet a la sèrie Kung Fu, destacant que els dos actors eren germans.

## Filmografia
Filmografia:
- Els cowboys (The Cowboys) - 1972
- Mean Streets - 1973
- Go Ask Alice - 1973
- The Pom-Pom Girls - 1976
- La presó del comtat de Jackson (1976)
- Massacre at Central High - 1976
- Cannonball - 1976
- Orca, la balena assassina (Orca) - 1977
- Blackout - 1978
- Tornar a casa (Coming Home) - 1978
- The Long Riders - 1980
- The Big Red One - 1980
- Tag: The Assassination Game - 1982
- Wavelength - 1983
- The Sun Also Rises - (1984)
- La venjança dels Nerds - 1984
- La venjança dels Nerds II: Els Nerds al paradís - 1987
- Totally Minnie - 1987
- Brusc despertar (Rude Awakening) - 1989
- Buy & Cell - 1989 (com a Herbie Altman)
- The Incident - 1990
- La Venjança dels Nerds III: La nova generació - 1992
- Bosses de cadàvers (Body Bags) - 1993
- La venjança dels Nerds IV: Els Nerds enamorats - 1994
- Lois & Clark: The New Adventures of Superman - 1994
- ER: Sleepless in Chicago - 1995
- Escape From L.A. - 1996
- Mom's Got a Date With a Vampire - 2000 (com el caçador de vampirs Van Helsing)
- Fantasmes de Mart (Ghosts of Mars) - 2001
- Max Keeble's Big Move - 2001 (com a pare de Max)
- The Lizzie McGuire Movie - 2003
- Attack of the Sabretooth - 2005 (TV)
- Supercross - 2005
- 7-10 Split - (2007)
- Tooth and Nail - 2008
- The 13th Alley - 2008
- The 1 Second Film - 2009 (productor)
- The Summonin - 2009
- The Terror Experiment - 2010
- Fancypant - 2011
- Bikini Spring Break - 2012
- Jesse Stone: Benefit of the Doubt - 2012 (telefilm)
- Django desencadenat (Django Unchained) - 2012
- King of the Nerds - 2013 (com a ell mateix, en referència a Lewis Skolnick)